# 829
829 (DCCCXXIX) var ett normalår som började en fredag i den julianska kalendern.

## Händelser

### Okänt datum
- Ett stort riksmöte hålls av tyske kejsaren i Worms. Det är troligen vid detta möte som en svensk delegation vill att kejsaren ska sända en missionär till Birka. Ansgar anmäler sitt intresse. Munken Witmar blir Ansgars medresenär. På sjöresan till Birka överfalls de av pirater, mister sina liturgiska böcker och utrustning och tvingas att gå resten av vägen till fots. I Birka grundas en kristen koloni. Uppsyningsmannen Hergeir blir den förste kände svensk som döps. Han kommer att bli en kristen förkämpe i Birka.
- Kung Egbert av Wessex blir bretwalda (vilket betyder "Britanniens härskare"), alltså kung av England.
- Theophilos blir bysantinsk kejsare.

## Födda
- Lu Yan, kinesisk kansler.

## Avlidna
- Mikael II, kejsare av Bysantinska riket.